# Lugulali
Lugulali ist ein osttimoresischer Ort im Suco Ritabou (Verwaltungsamt Maliana, Gemeinde Bobonaro). Er liegt im Zentrum der Aldeia Ritiudu, auf einer Meereshöhe von 358 m. Westlich befinden sich das Colégio de Sagres und der Ort Ritiudu, südlich das Dorf Magalelor. Im Norden fließt der Biusosso, ein Nebenfluss des Nunuras.